# Minas Novas (ort)
Minas Novas är en ort i Brasilien.   Den ligger i kommunen Minas Novas och delstaten Minas Gerais, i den sydöstra delen av landet, 600 km öster om huvudstaden Brasília. Minas Novas ligger 558 meter över havet och antalet invånare är 7 365.
Terrängen runt Minas Novas är kuperad åt sydväst, men åt nordost är den platt. Minas Novas ligger nere i en dal. Närmaste större samhälle är Turmalina, 16,6 km sydväst om Minas Novas.
Omgivningarna runt Minas Novas är huvudsakligen savann. Runt Minas Novas är det glesbefolkat, med 16 invånare per kvadratkilometer.